# Felix von Eckardt

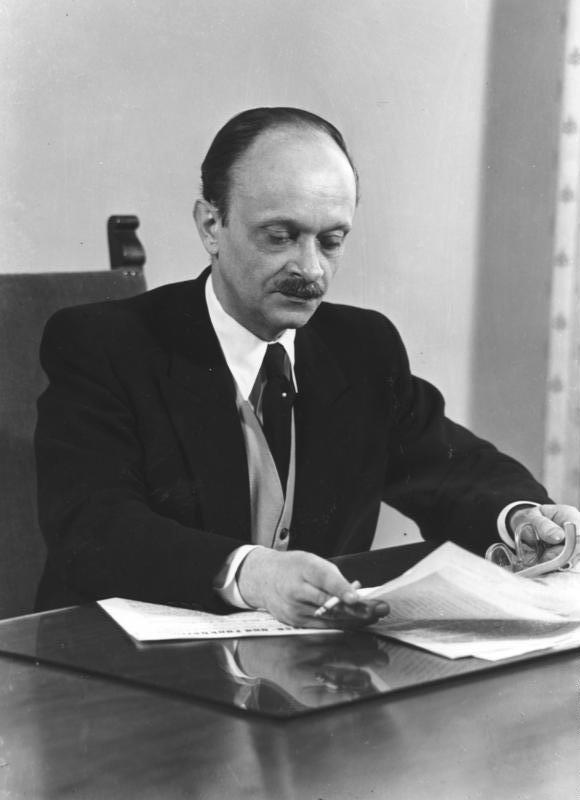
Felix von Eckardt

Felix Heinrich Fedor von Eckardt (* 18. Juni 1903 in Berlin; † 11. Mai 1979 auf Capri) war ein deutscher Journalist, Drehbuchautor und Politiker der Christlich Demokratischen Union (CDU). In der Zeit des Nationalsozialismus arbeitete er an einigen regimefreundlichen Filmen mit. Nach dem Krieg avancierte er zum „Auge, Ohr und Sprachrohr“ Konrad Adenauers.

## Leben und Wirken
Von Eckardt wurde als Sohn des aus Riga stammenden Journalisten Felix von Eckardt (1866–1936) und dessen Frau Eva Marianne Victoria, geb. Geffcken (1870–1947), in Berlin geboren und wuchs  in Hamburg-Harvestehude auf. Sein Vater war Chefredakteur des Hamburger Fremdenblatts. Von 1916 bis 1918 gehörte er zur Preußischen Kadettenanstalt – zunächst zum Vorkorps Karlsruhe und schließlich zur Hauptkadettenanstalt Berlin-Lichterfelde, wo er auf den Soldatenberuf vorbereitet werden sollte und kurze Zeit Adjutant bei Kuno Graf von Westarp, dem späteren Fraktionsvorsitzenden der Deutschnationalen Volkspartei (DNVP), war. Nach dem Abitur an einem Realgymnasium in Freiburg im Breisgau 1921 absolvierte von Eckardt eine Banklehre und machte anschließend eine journalistische Ausbildung beim Stuttgarter Tageblatt sowie beim väterlichen Hamburger Fremdenblatt. Ab 1926 arbeitete er für die Münchner Neusten Nachrichten und verfasste zudem internationale Reportagen für die Münchner Telegramm-Zeitung. 1927 war er als außenpolitischer Berichterstatter beim Ullstein Verlag, dann von 1928 bis 1929 als Auslandskorrespondent der neuen Berliner Tageszeitung Tempo tätig. Von 1929 bis 1932 wirkte er als Presseattaché an der deutschen Gesandtschaft in Brüssel, zugleich auch als Vertreter des dortigen Wolff’schen Telegraphen Bureaus. Nach einer Südamerika-Reise im Jahr 1932 war von Eckardt ab 1933 ohne feste Anstellung und verfasste gelegentlich Reportagen und Feuilletons für verschiedene Verlage.

### Beim Film
Durch Vermittlung des befreundeten Regisseurs Fritz Wendhausen gelang von Eckardt 1936 der Einstieg ins Filmgeschäft. Er schrieb vor allem Drehbücher zu Revuefilmen und Kriminalfilmen, aber auch eindeutigen Propagandafilmen wie Panzerkreuzer Sebastopol (Weiße Sklaven), Kopf hoch, Johannes!, Menschen im Sturm und das Bismarck-Epos Die Entlassung.
Er verdiente bereits 1937 gut genug, um einen bei Neustrelitz gelegenen, 100 Morgen großen Gutshof zu erwerben. „Felix von Eckardt ist immer auf der Seite der Gewinner. Im Krieg braucht er nicht Soldat zu werden, er ist Drehbuchschreiber der UFA und kriegswichtig. Was er schreibt, gefällt dem Reichspropagandaminister Joseph Goebbels.“

### Zeitungsmacher in Bremen

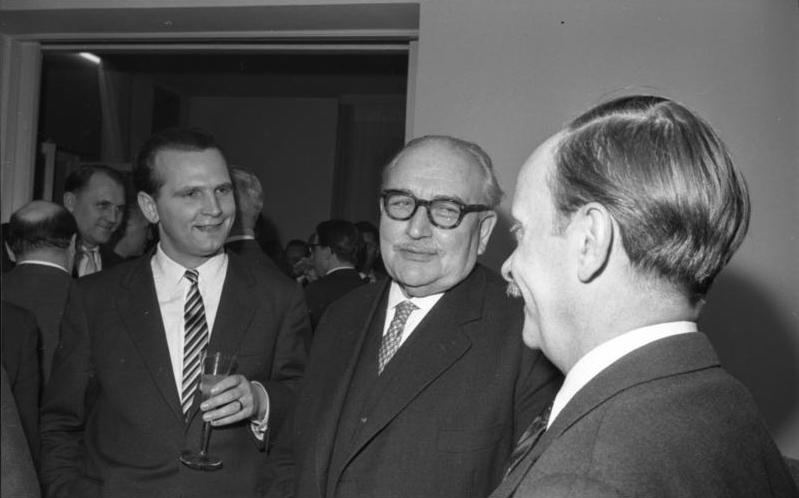
Bürgermeister Wilhelm Kaisen und Felix von Eckardt

Nach dem Zweiten Weltkrieg floh von Eckardt 1945 von seinem ostdeutschen Gutshof in Neustrelitz nach Bremen. Er liebäugelte mit dem Chefredakteursposten beim Weser-Kurier; da ihm jedoch die Amerikaner aufgrund seiner jüngsten Vergangenheit die Lizenz verweigerten, musste er sich zunächst mit der Leitung des Ressorts Politik begnügen. Stattdessen erhielt das SPD-Mitglied Hans Hackmack die Lizenz. Günther Schwarberg, der zu jener Zeit bei dem Bremer Blatt volontierte, schrieb über von Eckardt: „Er gibt den Ton der Zeitung an. Er schreibt die Leitartikel und die Kommentare.“ Seine Texte lagen auf der Linie der Verharmlosung des deutschen Faschismus und standen ganz im Zeichen des heraufkommenden Kalten Krieges. 1947 schließlich wurde von Eckardt ebenfalls die Lizenz gewährt, wodurch er auch zum Miteigentümer des florierenden Weser-Kuriers werden konnte. Daneben war er, bis Mai 1952, Landesvorsitzender der Europa-Union in Bremen.

### Bundespressechef und Staatssekretär

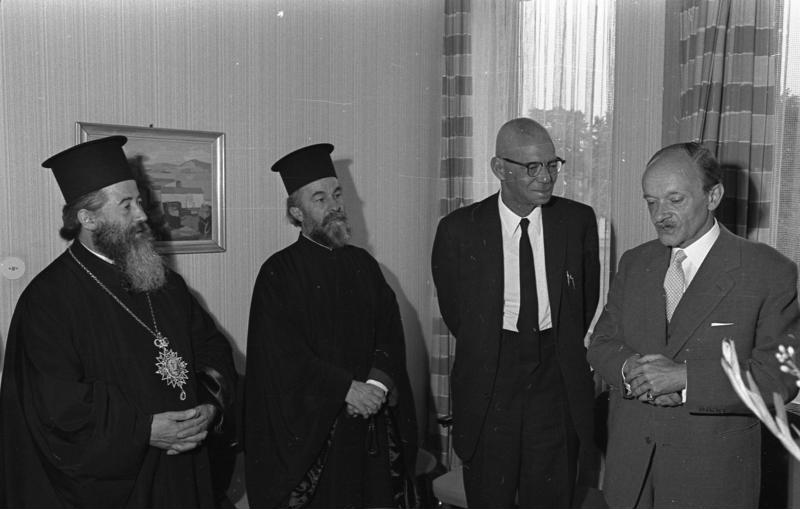
Felix von Eckardt 1961 mit geistlichen Würdenträgern, Bonn

1952 folgte Eckardt dem Ruf, in Bonn ein Presse- und Informationsamt der Bundesregierung aufzubauen. Damit war er faktisch Regierungssprecher. Ab Mai 1955 bis 1956 fungierte er als Beobachter bei den Vereinten Nationen in New York. Von Eckardt, der als Vertrauter von Bundeskanzler Konrad Adenauer galt, begleitete diesen bei seiner Reise nach Moskau im September 1955. Im Juli 1956 wurde er erneut Regierungssprecher; 1958 stieg er zum (beamteten) Staatssekretär im Bundeskanzleramt auf. Dieses Amt bekleidete er bis 1962. Von Juli 1962 bis Oktober 1965 war er Bevollmächtigter der Bundesrepublik in Berlin. Ab 1961 war von Eckardt Bundestags-Abgeordneter der CDU für den Wahlkreis Cuxhaven und von 1965 bis 1972 Mitglied des Bundestages (über die Landesliste) für den Wahlkreis Wilhelmshaven.
Am 8. Februar 1962 stellte sich Staatssekretär von Eckardt, mit Schwarbergs Worten, „schützend vor den Reichswehr-Major Waldemar Pabst“, der den Mord an Rosa Luxemburg und Karl Liebknecht befohlen hat und jetzt Waffenhändler in Düsseldorf ist. Eckardt schrieb im Bulletin der Bundesregierung: „Pabst bestreitet nicht seine Verantwortung für die standrechtlichen Erschießungen, aber er versichert, es in höchster Not und in der Überzeugung getan zu haben, nur so den Bürgerkrieg beenden und Deutschland vor dem Kommunismus retten zu können.“ Pabst wurde nie belangt.

## Persönliches
Neben seiner streng antikommunistischen Einstellung hatte das Verhalten des gutbetuchten von Eckardt „stutzerhafte“ Züge. Der Hundeliebhaber, Pferdenarr und HSV-Fan war auch für eine Westen-Sammlung bekannt. Bei Bremen hatte er, ab 1945, erneut auf einem großen Bauernhof gewohnt. In den 1960er Jahren lebte von Eckardt in Funnix bei Wilhelmshaven und seit 1973 wieder in Hamburg. Von Eckardts Großvater mütterlicherseits war der Politiker, Diplomat und Publizist Friedrich Heinrich Geffcken, sein  Großvater väterlicherseits der Generalkonsul Julius von Eckardt, verheiratet mit Isabella David, Tochter des Leipziger Konzertmeisters Ferdinand David, sein Vater war Felix von Eckardt (1866–1936), der als Chefredakteur in Hamburg für das Hamburger Fremdenblatt tätig war. Von Eckardt selbst war mit der Hamburger Kaufmannstochter Edith Peters verheiratet. Das Ehepaar hatte zwei Söhne. Von Eckardt starb 1979 auf Capri an einem Herzinfarkt.

## Ehrungen
- 1955: Großes Verdienstkreuz der Bundesrepublik Deutschland mit Stern
- 1955: Kommandeur mit Stern des Falkenordens
- 1956: Großkreuz des Verdienstordens der Italienischen Republik
- 1956: Großes Goldenes Ehrenzeichen mit dem Stern für Verdienste um die Republik Österreich[19]
- 1962: Großes Verdienstkreuz der Bundesrepublik Deutschland mit Stern und Schulterband
- 1969: Konrad-Adenauer-Preis der Deutschland-Stiftung für Publizistik
- 2001 wurde die Felix-von-Eckardt-Straße in Bremen-Obervieland nach ihm benannt.

## Werke
- Ein unordentliches Leben. Lebenserinnerungen. Econ-Verlag, Düsseldorf/Wien 1967.
- Im Zeichen der Mitbestimmung. Eine DGB-Forderung unserer Zeit in 115 Karikaturen. Seewald, Stuttgart 1969.

## Filmografie
- 1936: Familienparade
- 1936: Panzerkreuzer Sebastopol (Weiße Sklaven)
- 1936: Rolf hat ein Geheimnis (Kurzspielfilm)
- 1937: Kristall oder Porzellan (Kurzspielfilm)
- 1937: Mit versiegelter Order
- 1938: Ich liebe Dich
- 1938: Der Optimist
- 1939: Wir tanzen um die Welt
- 1940: Stern von Rio
- 1941: Kopf hoch, Johannes!
- 1941: Immer nur Du
- 1941: Menschen im Sturm (Idee)
- 1942: Weiße Wäsche
- 1942: Die Entlassung
- 1942: Die große Nummer
- 1943: Die Wirtin zum Weißen Rößl
- 1943: Die schwache Stunde (auch Dialog-Regie)
- 1943: Leichtes Blut
- 1943/46: Peter Voss, der Millionendieb
- 1944: Seine beste Rolle
- 1944: Der Meisterdetektiv
- 1944: Der Täter ist unter uns (Idee)
- 1950: Wenn eine Frau liebt